# Eisenbahnsprache

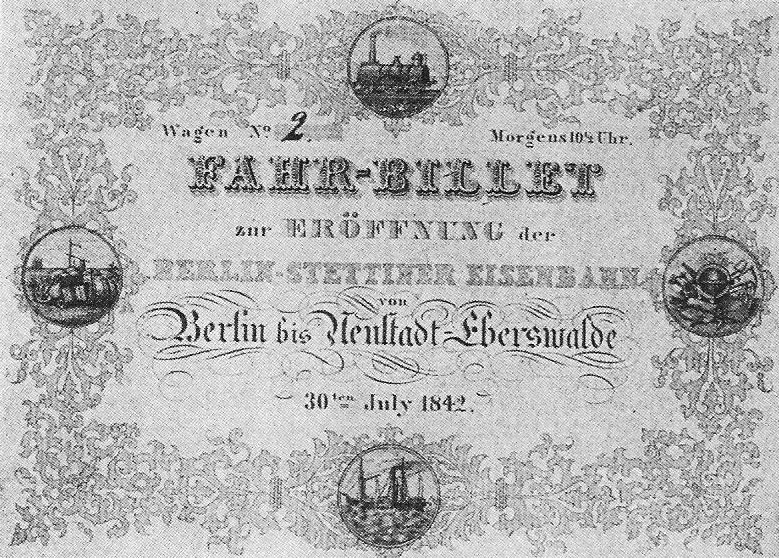
Ein damals sogenanntes „Fahr-Billet“ von 1842, Berlin.

Die Eisenbahnsprache ist die Fach- und Sondersprache, die bei der Eisenbahn verwendet wird. Sie entstand vor allem in der Blütezeit der Dampflokomotiven im 19. Jahrhundert. Jede Staatsbahn entwickelte dabei eine eigene Fachterminologie, sodass sich die Fachsprachen auch heute noch an Staatsgrenzen deutlich unterscheiden, zum Beispiel zahlreiche Helvetismen bei den Schweizerischen Bundesbahnen.

## Allgemein
Innerhalb der Eisenbahnsprache gibt es einen charakteristischen Unterschied zwischen der Sprache des Eisenbahnbetriebs und der Sprache der Fachgebiete, die mit dem Bahnbetrieb verbunden sind: Die Betriebssprache drückt die Verhaltensregeln für die Bahn-Angestellten aus, die für das Fahren und Rangieren der Züge verantwortlich sind, wohingegen die Sprache der Anwendungsfächer technische, organisatorische und andere Mittel bzw. Voraussetzungen dafür beschreibt.

## Geschichte
Die „Sprache der Eisenbahn“ hat die Entwicklungen dieses Verkehrsmittels von den ersten Dampfwagen bis hin zur modernen Bahn begleitet, an ihrem Wandel kann die technische, kulturelle, soziale und politische Geschichte des Verkehrswesens bis hin zur Zusammenarbeit in europäischen oder internationalen Organisationen nachgezeichnet werden.

### Deutschsprachige Eisenbahnterminologie
Gegen Ende des 19. Jahrhunderts vertrieben zwei staatliche Verdeutschungsaktionen Hunderte von Gallizismen, davon vertrieb allein 1890 der preußische Oberbaurat Otto Sarrazin tausenddreihundert Gallizismen, vor allem bei der Eisenbahn. In Österreich und vor allem in der Schweiz hielten sich die Gallizismen in der Eisenbahnterminologie bis heute.
Auffallend ist das spezifische Verhältnis von Anglizismen und Gallizismen in der deutschen Eisenbahnsprache vor 1871. Aus England, das technisch absolut führend war, wurde ein großer Teil des technischen Wortschatzes übernommen, während im Publikumsverkehr Wörter aus Frankreich übernommen wurden, die mit dem Personenverkehr und der damit zusammenhängenden Bordgastronomie in Verbindung stehen. Es kam auch vor, dass Anglizismen zu Gallizismen reanalysiert wurden, wie etwa Waggon, das als [ˈwæɡən] aus dem Englischen kam und bis heute hat das Deutsche die englische Schreibweise waggon mit Geminate (frz. wagon) bewahrt, während die Aussprache die des Gallizismus geblieben ist.
Eine Vereinheitlichung der Eisenbahnsprache bei gleichzeitiger Verdeutschung fand in großem Stil statt, als im Jahr 1886 ein Ausschuss des Verbandes deutscher Architekten- und Ingenieur-Vereine damit beauftragt wurde, „entbehrliche Fremdwörter“ aus Fachtexten zu entfernen. Emil Winkler bedauerte 1870, dass seinerzeit in Deutschland noch immer häufig statt Schiene, Schwelle und Schienenstuhl die englischen Wörter Rail, Sleeper und Chair üblich waren. Da die deutsche Eisenbahnsprache viele Fremdwörter aufwies, welche auch häufig in Fahrplänen, Plakaten oder sonstigen amtlichen Drucksachen und Schriftstücken gebraucht wurden, kam es oft zu grammatikalischen Falschschreibungen, wie der Verein Mitteleuropäischer Eisenbahnverwaltungen 1886 beklagte und zu deutschen Begriffen riet (allein das französische Wort Coupé wurde vielfach falsch geschrieben, beispielsweise „Kupee“).
Das deutsch-niederländische Terminologieverhältnis lässt sich ungefähr wie das spanisch-portugiesische vergleichen: ursprünglich einander sehr nahe stehende Sprachen setzen sich durch Einführung divergierender Terminologien immer mehr voneinander ab (Zug = trein).
| Beispiele von Verdeutschungen nach 1886 | Beispiele von Verdeutschungen nach 1886 |
| Französisch                             | Deutsch                                 |
| --------------------------------------- | --------------------------------------- |
| Baggage                                 | Reisegepäck                             |
| Barriere                                | Schranke                                |
| Billett                                 | Fahrkarte                               |
| Buffet                                  | Schanktisch                             |
| Coupé                                   | Abteil                                  |
| Passagier                               | Fahrgast                                |
| Perron                                  | Bahnsteig                               |
| Korridor                                | Gang                                    |
| Station                                 | Bahnhof/Haltepunkt                      |
| Vestibule                               | Vorhalle                                |

### Romanischsprachige Eisenbahnterminologie
Obwohl die heutige Eisenbahnterminologie das Ergebnis einer änderungsreichen Geschichte ist, hat sich international nicht immer der einfachste und klarste Typ durchgesetzt: so wirkt im Vergleich zur deutschen Terminologie die romanische teils sehr schwerfällig (zum Beispiel das deutsche Wort 'Rückfahrkarte' gegen das französische 'billet d'aller et retour'). Divergenzen zwischen den einzelnen romanischen Sprachen ergaben sich vor allem durch einzelsprachliche Sonderentwicklungen, die ihrerseits nicht linguistische, sondern historisch-politische Ursachen haben: Staatsgrenzen, unterschiedliches Einführungsdatum der Eisenbahn, wirtschaftliche Gründe wie z. B. in der Frühzeit oft englische Bau- und Betreiberfirmen. Die italienische Eisenbahnterminologie geht lexikalisch einen anderen Weg als die übrigen romanischen (die üblicherweise Substantiv + Präposition + Substantiv verbinden) und weist eigene Wortbildungen auf, bestehend aus Substantiv + Substantiv, oder oft auch durch ein davorgestelltes „s“ (wie 'scompartimento'). Zu beobachten ist auch eine Gruppenbildung zwischen einigen Sprachen, wie zum Beispiel zwischen dem Katalanischen und dem Spanischen, oder Französischen und Rumänischen. Hingegen besteht eine starke Divergenz zwischen der spanischen und der portugiesischen Terminologie, auch bedingt durch unterschiedliche Spurbreiten und Stromsysteme.

## Fachbegriffe
Innerhalb der modernen Eisenbahnsprache gibt es eine Reihe von Fachtermini. Dazu gehören:
- Ablaufen – Bewegen von Fahrzeugen durch Schwerkraft an einem Ablaufberg hinab.
- Betriebshalt – Fahrplanhalt zu betrieblichen Zwecken.
- Entgleisung – Eisenbahnunfall, bei dem ein Schienenfahrzeug seine spurführende Bahn, das Gleis, unkontrolliert verlässt.[11]
- Fahrstraße – Technisch gesicherten Fahrweg
- Fehlleitung, fehlleiten – Zug wird fälschlich in einen Fahrweg eingelassen, der nicht seinem Fahrplan entspricht.
- Flankenfahrt – Seitlicher Zusammenstoß.
- Folgefahrt – Die Einfahrt eines Zuges in einen noch durch einen vorausfahrenden Zug besetzten Gleisabschnitt.[12]
- Gegenfahrt – Frontale Kollision.
- Hemmschuh – Gerät zum Abbremsen von Fahrzeugen, auch Bremsschuh oder Radschuh genannt
- Negativwende – Übergang auf einen Folgezug, dessen planmäßige Abfahrtszeit noch vor der Ankunftszeit des ankommenden Zuges liegt (eine planmäßige Abfahrt somit von vornherein gar nicht möglich ist)
- Triebfahrzeugführer – Bediener eines Triebfahrzeugs[13]
- Z-Stellung - Zurückstellung momentan nicht benötigter Eisenbahnfahrzeuge von der Wartung oder zur Ausmusterung